# Reshevie
Reshevie (en georgiano: რეშევიე; en ruso: Решевие) o Rashayua (en abjasio: Рашаюа) es una aldea que pertenece a la parcialmente reconocida República de Abjasia, parte del distrito de Sujumi, aunque de iure pertenece al municipio de Sojumi de la República Autónoma de Abjasia de Georgia.

## Geografía
Reshevie se encuentra en las cercanías del paso de Dou, a 84 km de Sujumi. La aldea se administra desde el pueblo de Psju.

## Demografía
La evolución demográfica de Reshevie entre 1959 y 1989 fue la siguiente:
| 50                                                  | 6 |
| (Fuente: Population of Abkhazia since Soviet times) |   |

Antes de la guerra de Abjasia, la mayoría de la población local eran rusos.